# Menno Geelen
Menno Geelen (Huizen, 22 januari 1982) is een Nederlands sportbestuurder. In 2010 trad hij in dienst bij Ajax, eerst als accountmanager, later als commercieel directeur en heden als algemeen directeur.

## Carrière

### Voetbalbestuurder
Geelen begon zijn carrière als sportmarketeer bij Trefpunt Sports & Leisure Marketing, waarna hij in 2010 in dienst trad bij voetbalclub AFC Ajax. Hier begon hij als accountmanager op de sponsorafdeling. Na enkele maanden werd hij hoofd van de sponsorafdeling. In 2013 werd hij hoofd van de volledige commerciële afdeling en daarmee verantwoordelijk voor onder andere sponsoring, kaartverkoop en merchandise. In 2016 betrad hij, als jongste directeur van Ajax ooit, de directie in de functie van Commercieel Directeur. In 2018 werd hij de winnaar van de internationale Leaders in Sports Award Under 40, in Nederland werd hij uitgeroepen tot Sponsor-personality van het Jaar.
Geelen vormde als Commercieel Directeur aanvankelijk een directie met onder andere Algemeen Directeur Edwin van der Sar en Technisch Directeur Marc Overmars. Onder leiding van Geelen groeide de commerciële inkomsten van de club en werden er enkele langdurige sponsor-samenwerkingen bewerkstelligd en verlengd, waaronder met hoofdsponsor Ziggo. en adidas. De Johan Cruijff ArenA verkoopt onder leiding van Geelen al jaren uit bij alle Ajax-wedstrijden, de merchandise-verkoop kende met het adidas x Bob Marley-tenue een wereldwijd succes. De commerciële groei en groeiende populariteit van Ajax onder fans wereldwijd leverde Geelen interesse op uit de Engelse Premier League.
Toen de nieuwe Algemeen Directeur van Ajax Alex Kroes in 2024 in opspraak kwam, en diens directiefunctie later werd aangepast naar Technisch Directeur, werd Geelen als Algemeen Directeur ad interim aangesteld. Cas Biesta nam zijn taken als CCO op interim basis over. 